# ميشيل ميان
ميشيل ميان (بالإيطالية: Michele Mian)‏ مواليد 1973، هو لاعب كرة سلة إيطالي. مثّل منتخب بلاده. شارك في مسابقة كرة السلة في الألعاب الأولمبية الصيفية.(بالإنجليزية: {{{1}}})‏

## الميداليات
| الميدالية | المسابقة                         |
| --------- | -------------------------------- |
| فضية      | الألعاب الأولمبية الصيفية 2004   |
| ذهبية     | بطولة أمم أوروبا لكرة السلة 1999 |
| برونزية   | بطولة أمم أوروبا لكرة السلة 2003 |

## روابط خارجية
- ميشيل ميان على موقع الاتحاد الدولي لكرة السلة (الإنجليزية)
- ميشيل ميان على موقع الدوري الأوروبي لكرة السلة (الإنجليزية)
- ميشيل ميان على موقع كرة السلة الأوروبية.كوم (الإنجليزية)
- ميشيل ميان على موقع ريلجم (الإنجليزية)
- ميشيل ميان على موقع بروبوليرز (الإنجليزية)
- ميشيل ميان على موقع سبورتس رفرنس (الإنجليزية)
- ميشيل ميان على موقع أوليمبيديا (الإنجليزية)
- ميشيل ميان على موقع اللجنة الأولمبية الإيطالية (الإيطالية)